# U-Bahn Isfahan

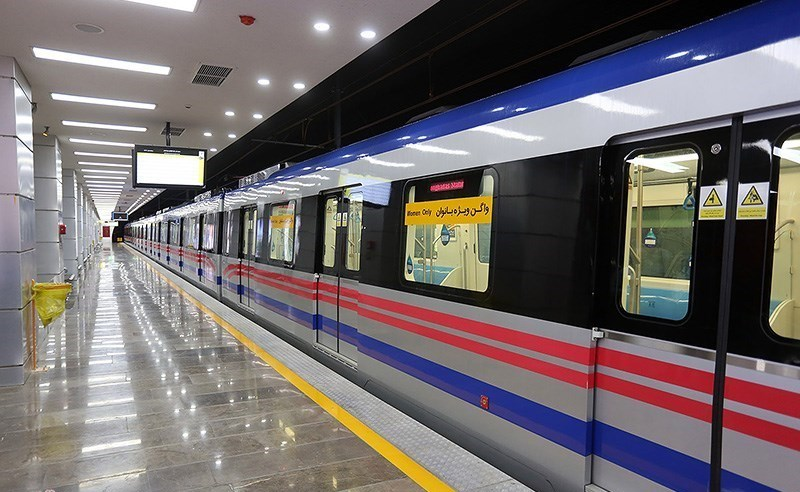
U-Bahn Isfahan

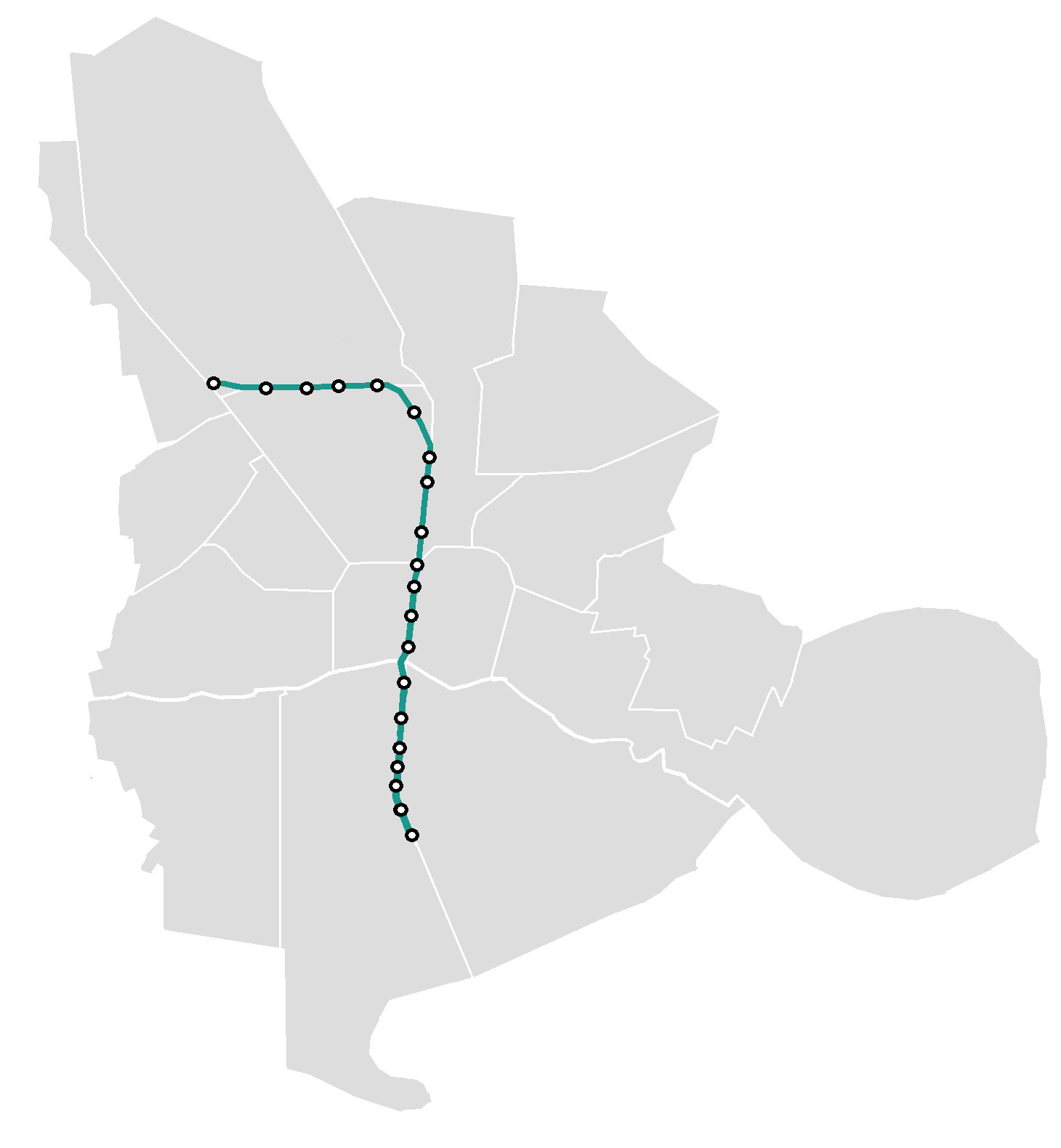
Die 2015 eröffnete Strecke

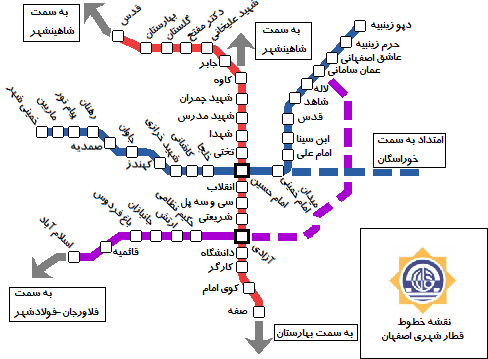
Planung zum Netzausbau

Die U-Bahn Isfahan ist die U-Bahn der Stadt Isfahan im Iran.

## Geschichte
1988 wurde die Städtische Eisenbahnverwaltung Isfahan gegründet, um den Bau einer U-Bahn voranzutreiben. Mit dem Bau der U-Bahn wurde aber erst 2001 begonnen. Das Gleisnetz wurde in Normalspur ausgeführt. Am 15. Oktober 2015 wurde ein erster Streckenabschnitt von elf Kilometern Länge eröffnet.

## Verkehr
Zurzeit gibt es nur eine etwa 20 Kilometer lange Linie, die an beiden Enden verlängert werden soll. Die letzte Verlängerung wurde am 10. Juli 2018 eröffnet und endet nun am Fernbusbahnhof Soffeh. Darüber hinaus sollen weitere Strecken gebaut und die U-Bahn zu einem Netz ausgebaut werden.